# Iskrowo (Kaliningrad, Selenogradsk)
Iskrowo (russisch Искрово, deutsch Ringels) ist ein Ort in der russischen Oblast Kaliningrad. Er gehört zur kommunalen Selbstverwaltungseinheit Stadtkreis Selenogradsk im Rajon Selenogradsk.

## Geographische Lage
Iskrowo liegt 18 Kilometer nördlich der Oblasthauptstadt Kaliningrad (Königsberg) und 11 Kilometer südlich der Kreisstadt Selenogradsk (Cranz) an einer Nebenstraße, die von Kaschtanowka (Mollehnen) an der russischen Fernstraße A 191 (ehemalige deutsche Reichsstraße 128) über Melnikowo (Rudau) nach Nisowka (Nadrau) führt. Die nächste Bahnstation ist Kaschtanowka an der Bahnstrecke Kaliningrad–Selenogradsk–Pionerski (Königsberg–Cranz–Neukuhren).

## Geschichte
Das bis 1946 Ringels genannte Vorwerk gehörte bis zum 22. Juni 1894 zum Gutsbezirk Sergitten (russisch: Serjoschkino, nicht mehr existent) im Amtsbezirk Kirschnehnen (heute russisch: Wassilkowo) im Landkreis Fischhausen im Regierungsbezirk Königsberg der preußischen Provinz Ostpreußen. Ab 22. Juni 1894 war Ringels Ortsteil des Gutsbezirks Nadrau (russisch: Nisowka). Am 30. September 1928 schließlich schlossen sich Nadrau (Nisowka) – und mit ihm auch Ringels – sowie (Königlich) Dollkeim (Kowrowo), Adlig Dollkeim (Kowrowo), Kirschnehnen (Wassilkowo), Saßlauken und Sergitten (Serjoschkino) zur neuen Landgemeinde Kirschnehnen zusammen.
Im Jahre 1945 wurde das nördliche Ostpreußen und mit ihm auch Ringels an die Sowjetunion überstellt. Der Ort erhielt im Jahr 1950 die russische Bezeichnung Iskrowo und wurde gleichzeitig dem Dorfsowjet Melnikowski selski Sowet im Rajon Primorsk zugeordnet. Später gelangte der Ort in den Muromski selski Sowet. Von 2005 bis 2015 gehörte Iskrowo zur Landgemeinde Kowrowskoje selskoje posselenije und seither zum Stadtkreis Selenogradsk. 

## Kirche
Mit seiner überwiegend evangelischen Bevölkerung gehörte Ringels vor 1945 zum Kirchspiel Rudau (heute russisch: Melnikowo) im Kirchenkreis Königsberg-Land II in der Kirchenprovinz Ostpreußen der Kirche der Altpreußischen Union. Heute liegt Iskrowo im Einzugsbereich der in den 1990er Jahren neu entstandenen evangelisch-lutherischen Gemeinde in Selenogradsk (Cranz), einer Filialgemeinde der Auferstehungskirche in Kaliningrad (Königsberg) innerhalb der Propstei Kaliningrad der Evangelisch-lutherischen Kirche Europäisches Russland.